# Tiroler Weiher
Der Tiroler Weiher ist ein Teich auf dem Gebiet der hessischen Stadt Frankfurt am Main. Das Stillgewässer liegt südlich des Flusses Main im Frankfurter Stadtwald. Der Tiroler Weiher gehört zum Stadtteil Sachsenhausen und befindet sich nahe der Stadtteilgrenze zum westlich davon gelegenen Frankfurt-Niederrad. Er wurde Ende der 1950er-Jahre künstlich angelegt, um den Grundwasserspiegel im Stadtwald zu regulieren.

## Lage
Der Tiroler Weiher liegt in einem Landschafts- und Trinkwasserschutzgebiet des Stadtwaldes, südlich vom Oberforsthaus und vom Festgelände des Frankfurter Wäldchestags. Das Gebiet befindet sich etwa in der Mitte der west-östlichen Ausdehnung des Stadtwaldes und gehört mit diesem zum südlichen Abschnitt des Frankfurter Grüngürtels. Der Teich liegt in der Mulde einer Anhöhe; der Wasserspiegel befindet sich in 118 Metern Höhe über Normalnull. Am Teichufer entlang führt ein westlicher Abschnitt des historischen Grenzpfades und heutigen Rundwanderwegs Schäfersteinpfad.

## Geschichte

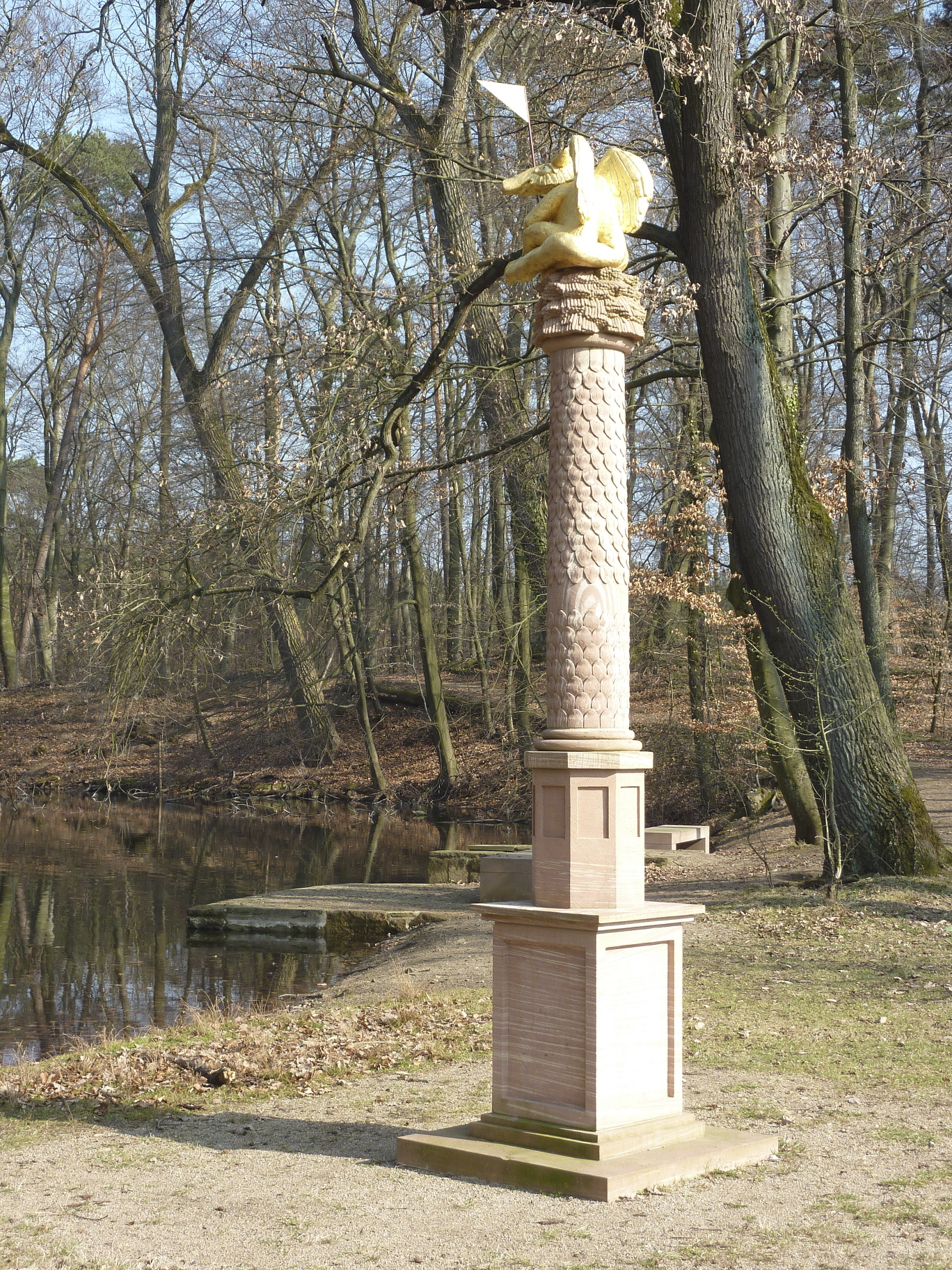
Die Jupitersäule am Teichufer mit darauf sitzender Figur des Frankfurter Grüngürteltiers

In der ersten Hälfte 20. Jahrhundert war der Grundwasserspiegel im Frankfurter Stadtwald durch fortdauernde Entnahme von Trinkwasser soweit abgesunken, dass der alte Baumbestand, dessen Wurzeln das Grundwasser nicht mehr erreichen konnten, an einigen Stellen des Waldes durch Trockenschäden abzusterben drohte. Die Frankfurter Stadtwerke hatten als Gegenmaßnahme bereits seit dem Jahr 1907 wiederholt Wasser aus dem Main in die erhöht gelegene Mulde im Stadtwald gepumpt, um es dort versickern zu lassen. Im Jahr 1959 wurde die Mulde zu einer dauerhaften Einrichtung als naturnah wirkender Waldteich Tiroler Weiher umgestaltet. Sie dient weiterhin dem Zweck, dem Main entnommenes, zuvor gereinigtes und zum Teich gepumptes Wasser versickern zu lassen und so den Grundwasserspiegel im Stadtwald zu erhöhen. Darüber hinaus wurde das Teichufer mit Spazierwegen und Sitzbänken als ein Ort der Erholung und Naturbetrachtung gestaltet.
Der Name des Tiroler Weihers nimmt Bezug auf einen im 19. Jahrhundert an dieser Stelle befindlichen Schießstand der Bayerischen Armee (in Frankfurt damals umgangssprachlich als „Tiroler“ bezeichnet) des Deutschen Bundes. Truppenteile unterschiedlicher Herkunft waren nach dem Frankfurter Wachensturm am 3. April 1833 und anlässlich der Barrikadenkämpfe der Märzrevolution 1848 an verschiedenen Orten bei Frankfurt stationiert worden, um bei Unruhen gegen die Bürger der Stadt eingesetzt zu werden.

## Kunst am Tiroler Weiher
Am Ufer des Teichs stehen seit dem Jahr 2011 drei Skulpturen des Bildhauers Andreas Rohrbach, die das vom Frankfurter Zeichner und Autor Robert Gernhardt entworfene Frankfurter Grüngürteltier darstellen: Eine Freitreppe zum Gewässer wird von zwei Sandstein-Skulpturen gesäumt, die das Tier in Tiroler Schützentracht darstellen; eine Anspielung auf den dort im 19. Jahrhundert befindlichen Schießstand bayerischer Truppen. Die dritte Grüngürteltier-Figur ist vergoldet und sitzt am westlichen Teichufer auf einer etwa vier Meter hohen Säule aus rotem Mainsandstein, die einer römischen Jupitergigantensäule nachempfunden ist. Alle drei Skulpturen sind Teile der Reihe Komische Kunst im Frankfurter Grüngürtel.

## Verkehrsanbindung
Der Tiroler Weiher ist direkt nur zu Fuß, mit dem Fahrrad und auf Reitpferden über unbefestigte Waldwege zu erreichen. Die nächstgelegenen Haltestellen des Öffentlichen Personennahverkehrs der Frankfurter Verkehrsgesellschaft VgF sind die Haltestelle Stadion/Schwimmbad der Buslinie 61 sowie die Haltestelle Stadion Straßenbahn der Linie 21 der Frankfurter Straßenbahn. In der Nähe des Stadionbades befinden sich an der Mörfelder Landstraße (Bundesstraße 43 und 44) Parkplätze für den motorisierten Individualverkehr. Der Fußweg zum Teich beträgt aus jeder dieser Richtungen etwa 250 Meter über Waldwege. Ein südlicher Abschnitt des ausgeschilderten Rundwanderwegs Oberforsthausrundweg führt unmittelbar am westlichen Teichufer entlang. Eine Informationstafel vor Ort informiert über die Geschichte des Gewässers (Station 5 des Rundwegs).
Einen Kontrast zum Naturerlebnis des Teiches und seiner Umgebung stellt der Umstand dar, dass sich je nach Windrichtung eine Ein- beziehungsweise Abflugschneise des Flughafens Frankfurt in unmittelbarer Nähe zum Tiroler Weiher befindet. Der daraus resultierende Fluglärm kann als Beeinträchtigung empfunden werden.